# Marjana Deržaj
Marjana Deržaj, född 25 maj 1936 i Ljubljana, död där 18 januari 2005, var en slovensk pop- och jazzsångerska. Tillsammans med Majda Sepe var hon en av Sloveniens populäraste sångerskor under 1960- och 70-talen.
Marjana Deržaj var dotter till sångaren Franz Deržaj och fick musikalisk skolning från unga år. Hon siktade till en början på att bli operasångerska men gick under 1950-talet över till att bli pop- och jazzsångerska. Hon uppträdde bl.a. på Opatijafestivalen och Bleds musikfestival. 1964 och 1966 vann hon i den senare med låtarna Poletna noč respektive Ples oblakov.
Deržaj deltog även flera gånger i den jugoslaviska uttagningen till Eurovision Song Contest; 1961 deltog hon i Jugoslaviens första uttagning och framförde bidraget Kako sva si različna tillsammans med Stane Mancini. Hon deltog igen 1964 med bidraget Zlati April och kom på delad 1:a plats med bosniaken Sabahudin Kurt. Då Kurt hade ett högre antal toppoäng än Deržaj utsågs han därmed till vinnare. I 1965 års tävling framförde hon tre bidrag; Skrat pri klavirju, To je moj zlati sin och Vzemi moj nasmeh, men lyckades inte vinna med någon av dem. 1967 deltog hon med bidraget Nebo na dlani, 1969 kom hon på delad 8:e plats med bidraget Carovnica och 1970 på delad 10:e och sista plats med bidraget Sreca je spati na svojem.

## Diskografi

### Album och EP (i urval)
- Marjana Deržaj (1960)
- Deklica (1962)
- Pepe (1962)
- Gitara U Noći (1962) – med Nino Robić
- U Duetu (1962) – med Majda Sepe
- Telstar (1963)
- Violino Tzigano (1963)
- Poletna Noč (1964)
- Kitare Iz Meksika (1967)
- Življenje S Pesmijo (1979)

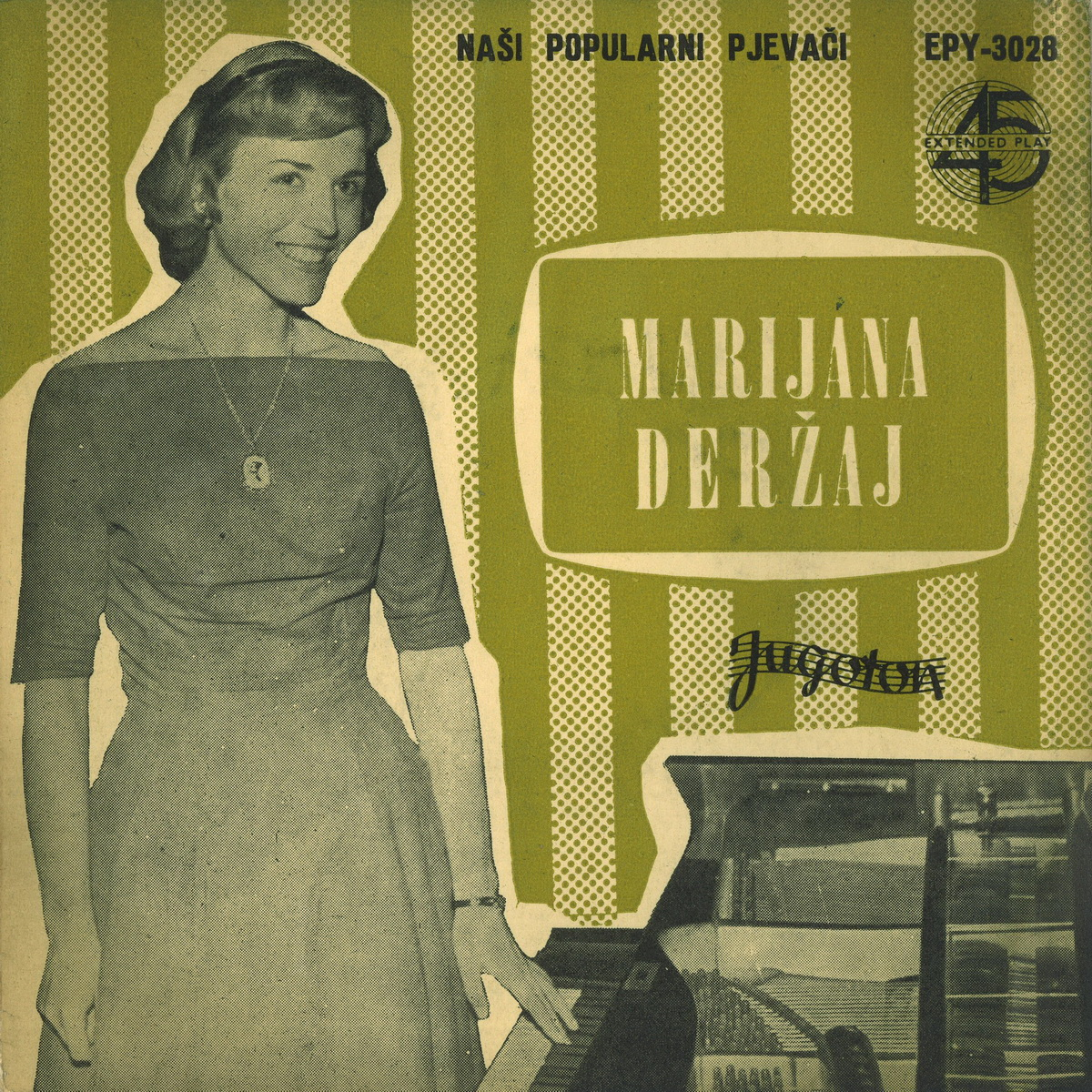
Ti-Pi-Tipso (1959)
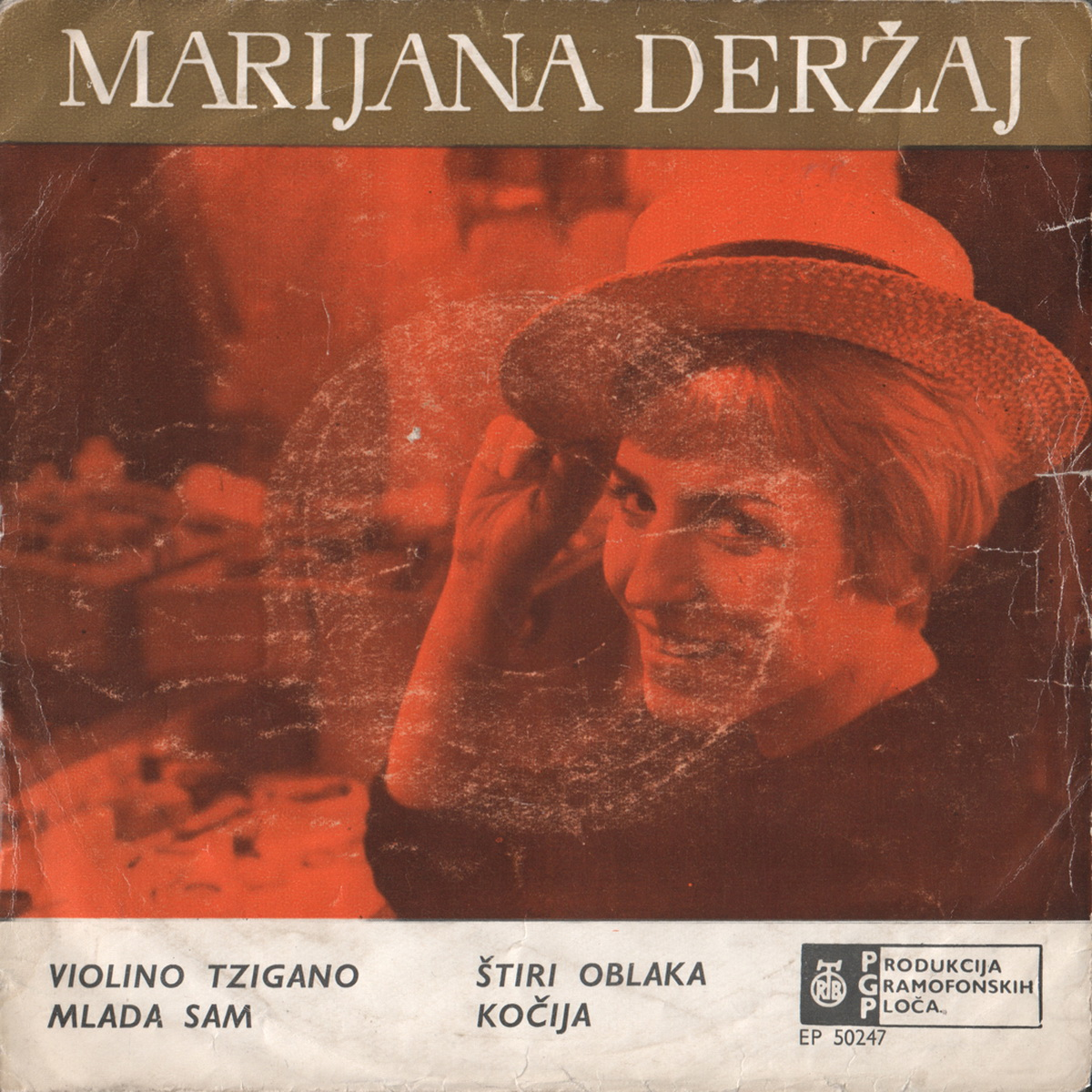
Violino Tzigano (1963)
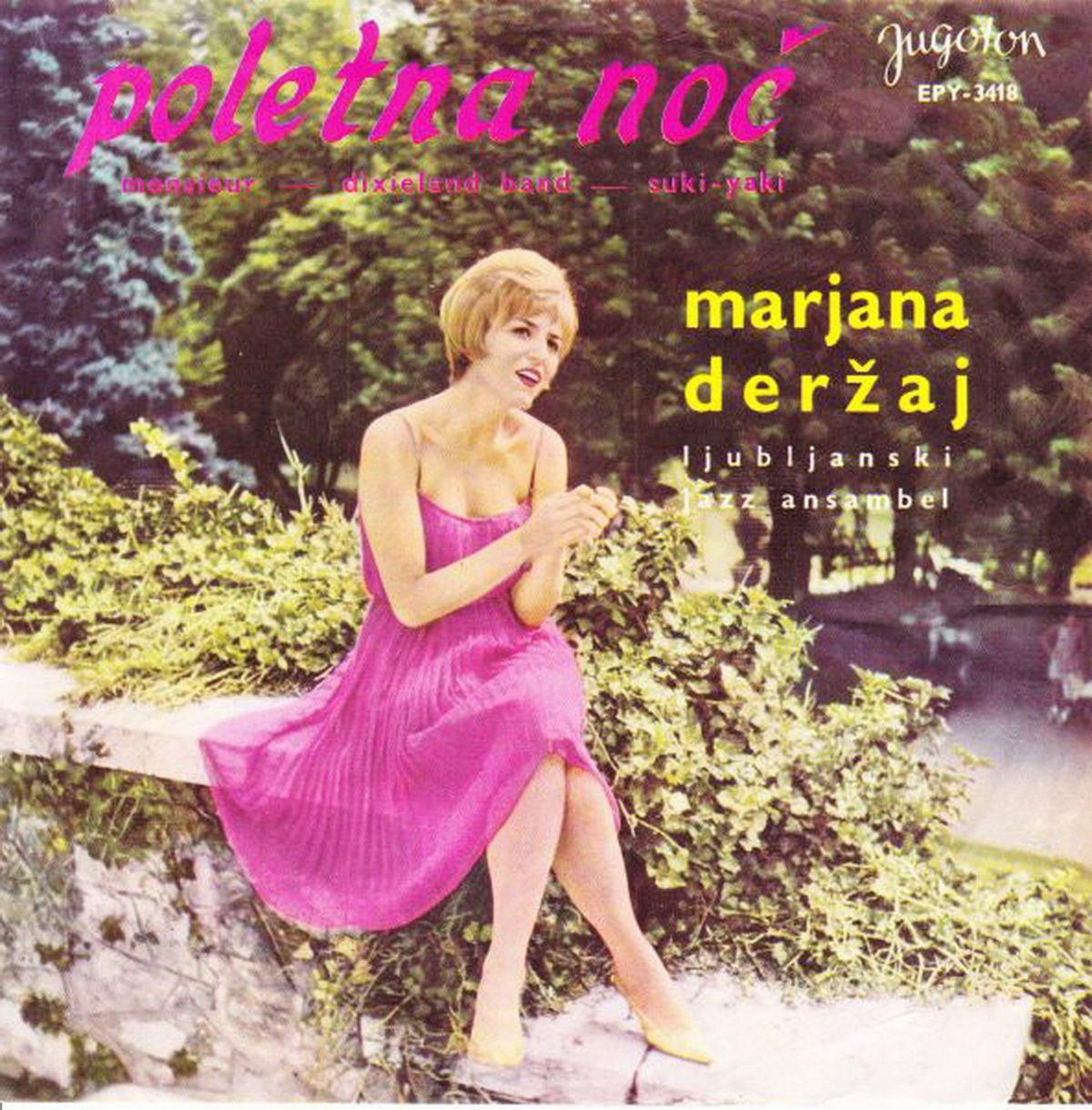
Poletna Noč (1964)
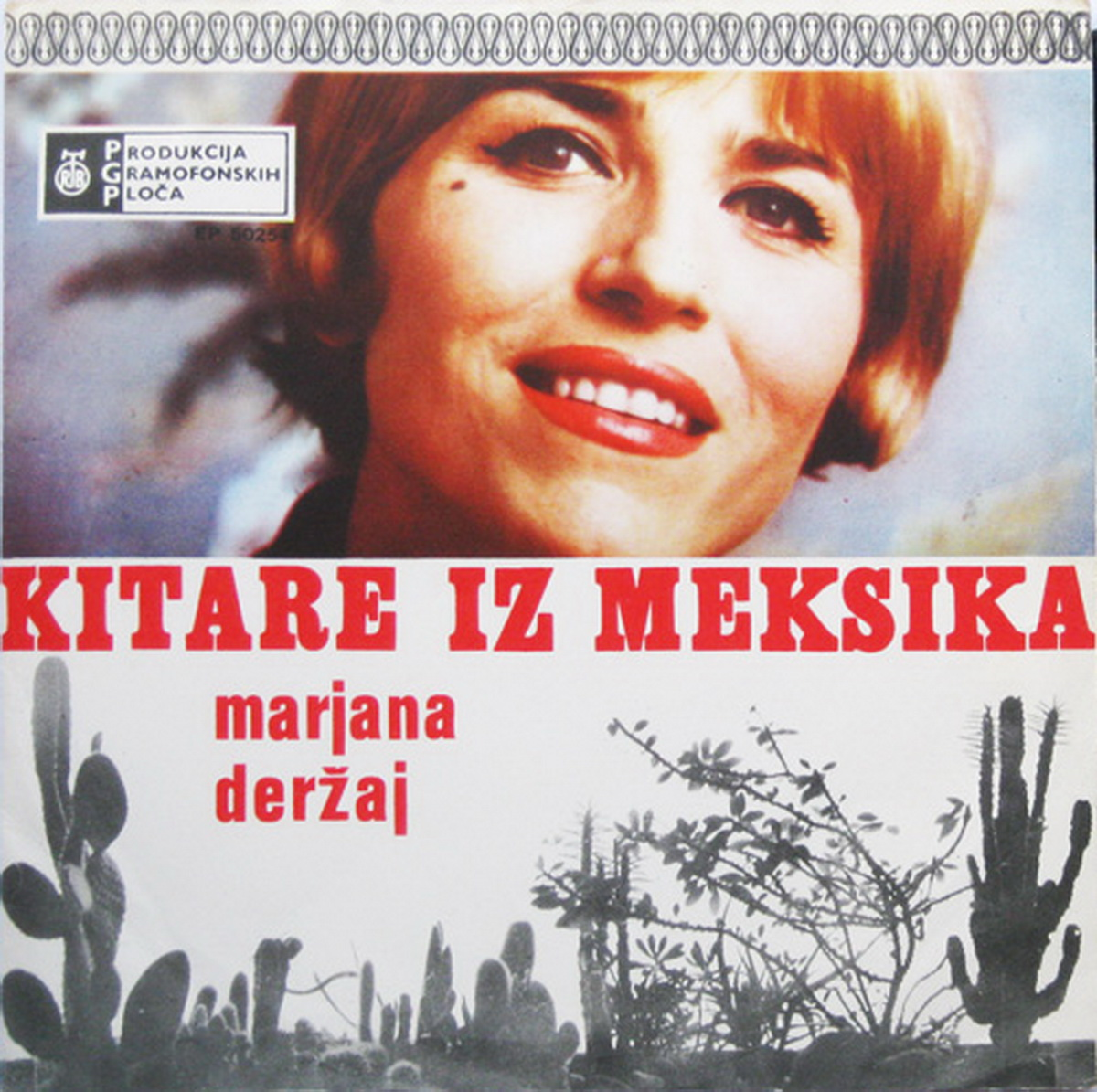
Kitare Iz Meksika (1967)